# Center for Våben
Center for Våben (VBC) er Søværnets primære uddannelsessted for de våbensystemer der benyttes i Søværnet. VBC blev tidligere benævnt Artilleriskolen Sjællands Odde (ASO) og hejste første gang kommando 1. marts 1953. Skolens navn blev ændret til Søværnets Våbenkursus efter sammenlægningen med undervandsvåbenkurset og underlagt Søværnets Specialskole i 2005. Skolens historie strækker sig dog tilbage til 1940, da de første tyske soldater ankom og i 1943 anlagde den tyske besættelsesmagt fire 150 mm kanoner til øvelsesøjemed.  
Skolen er placeret yderst på Sjællands Odde ved Gniben og er i besiddelse af de fleste våbensystemer, der er i brug i Søværnet. De større våbensystemer er placeret i faste affutager på skolens område, hvor de kan skyde ud i de skydeområder, der omgiver skolen. 
VBC stiller desuden skolens skydeområder til rådighed for Søværnets sejlende enheder, så de kan komme til området og træne i forskellige skydningsdicipliner, eksempelvis mod flydemål eller skolens fjernstyrede droner.
Det militære område er åbent for civile, når området ikke er afspærret i forbindelse med skydninger eller flyvninger med droner.
- Gniben og centret set fra sydøst.
- Gniben og centret set fra øst.

56°00′27″N 11°16′47″Ø / 56.0074°N 11.2797°Ø